# Jumeirah Islands

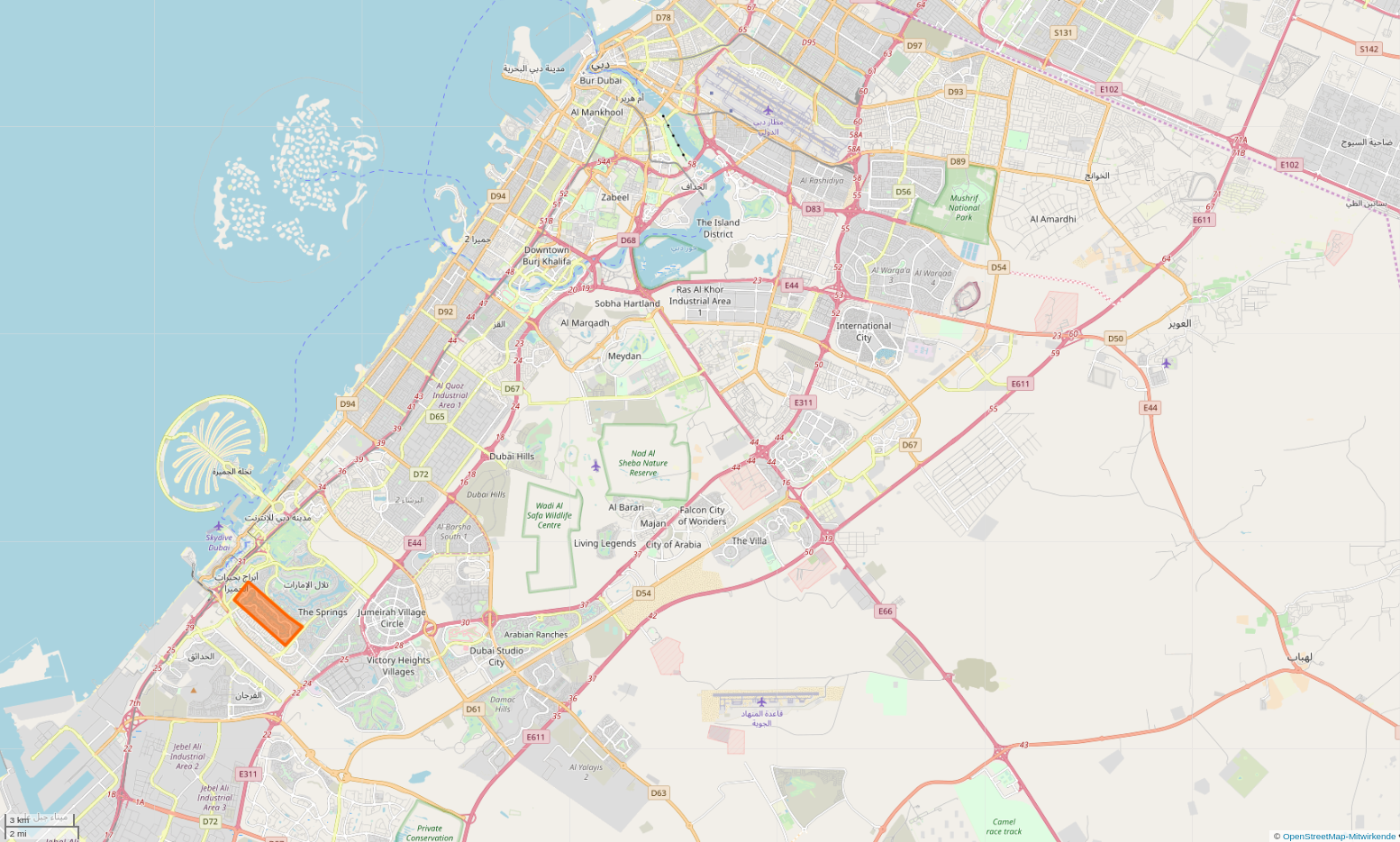
Lage der Jumeirah Islands (orange) im Stadtgebiet Dubais

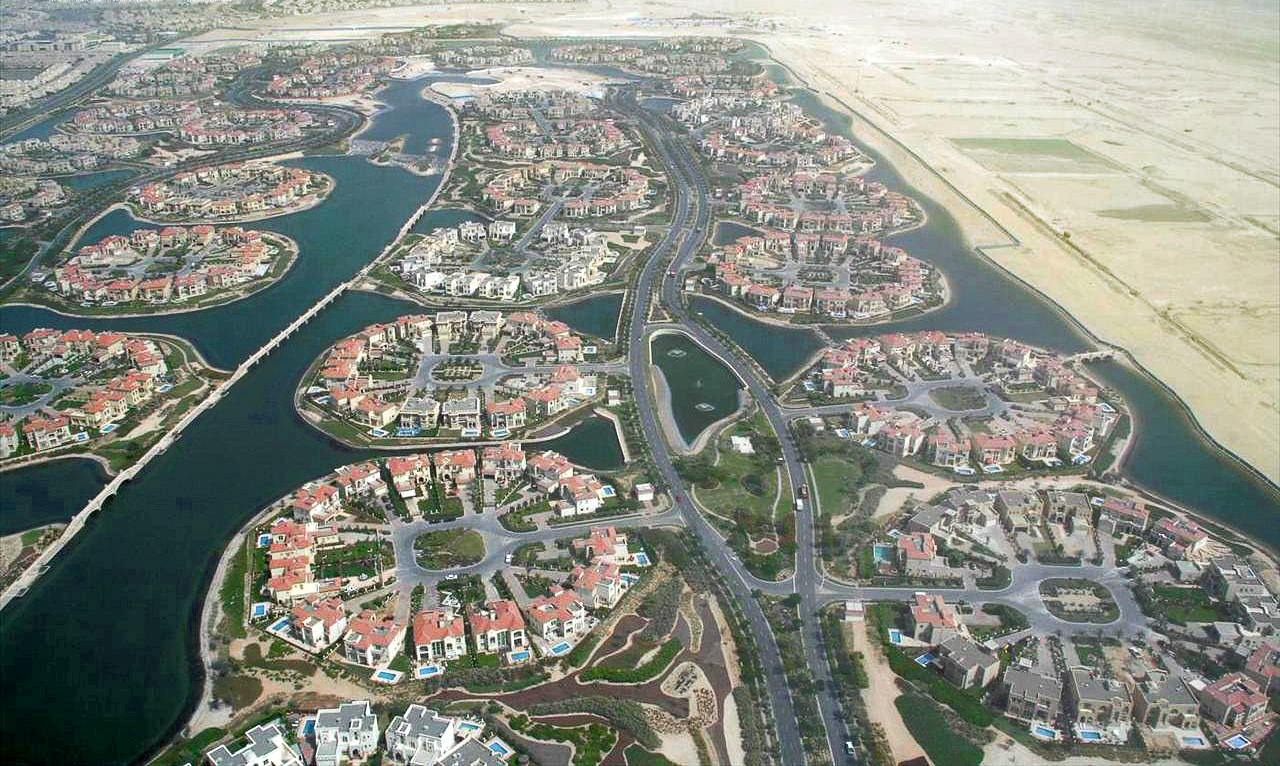
Jumeirah Islands im Mai 2007

Jumeirah Islands (arabisch جزر الجميرا Dschuzur al-Dschumaira, DMG ǧuzur al-ǧumairā) bezeichnet ein rund 3 km² großes Wohnbauprojekt in Dubai, der Hauptstadt des Emirats Dubai in den Vereinigten Arabischen Emiraten. Es liegt auf ehemaligem Wüstengrund ca. 28 km südwestlich vom alten Zentrum Dubais entfernt und gehört in der offiziellen Stadtgliederung zum Sektor 3, Community Al Thanyah Fifth (Emirate Hills First, تلال الإمارات الأولى).
Der Komplex besteht aus 50 in ein künstliches Binnengewässer ragenden Landflächen, von denen 46 als Wohngebiete ausgewiesen sind und je 16 dreieckförmige Villengrundstücke umfassen. Sie sind umgeben von Wasserfällen, schmalen Kanalstrecken und einigen auskragenden Lagunen, so dass zu vielen der Grundstücke ein Uferstreifen mit Bootsanlegeplatz gehört. In der unmittelbaren nördlichen Nachbarschaft der Wohnanlage befinden sich die dominanten Hochhauszonen der Dubai Marina und der Jumeirah Lake Towers. Östlich direkt angrenzend liegen die Wohngebiete der Emirates Hills.
Die Anlage ist nach geografischen Themen sowie nachempfundenen Wohnhausstilen gruppiert.
Realisiert wird das hochpreisige Projekt, ebenso wie The World, Palm Islands und Dubai Waterfront, vom staatlichen Immobilienunternehmen Nakheel Properties.